# جون باول (رامي القرص)
جون باول (بالإنجليزية: John Powell)‏ (و. 1947  م) هو رامي القرص، ومنافس ألعاب قوى أمريكي، ولد في سان فرانسيسكو، شارك في الألعاب الأولمبية الصيفية 1984، والألعاب الأولمبية الصيفية 1976، والألعاب الأولمبية الصيفية 1972.

## التعليم
تعلم في جامعة سان هوزيه الحكومية.

## روابط خارجية
- جون باول على موقع الاتحاد الدولي لألعاب القوى (الإنجليزية)
- جون باول على موقع الاتحاد الأمريكي لسباقات المضمار والميدان (الإنجليزية)
- جون باول على موقع أوليمبيديا (الإنجليزية)